# Comuna Vilha, Dzerjînsk
Vilha (în ucraineană Вільшанська сільська рада) este o comună în raionul Dzerjînsk, regiunea Jîtomîr, Ucraina, formată din satele Mala Tokarivka și Vilha (reședința).

## Demografie
Componența lingvistică a satului Vilha
     Ucraineană (98,54%)
     Rusă (1,46%)
Conform recensământului din 2001, majoritatea populației satului Vilha era vorbitoare de ucraineană (98,54%), existând în minoritate și vorbitori de rusă (1,46%).